# 관수정 (대구)
관수정(觀水亭)은 대한민국 대구광역시 달성군 구지면 도동리에 있는 조선시대의 건축물이다. 2004년 6월 10일 대구광역시의 문화재자료 제36호로 지정되었다.

## 개요
관수정은 1624년 임진왜란 때 의병장인 사우당(四友堂) 김대진(金大振)선생이 경상감사 이민구와 지역 사림의 협조로 건립하였으나 1721년 소실된 것을 1866년 그의 후손 김규한이 중건한 건물이다.
이 건물은 정면 5칸, 측면 1칸의 일자형 건물로 지붕은 옆면에서 볼 때 팔작지붕이다. 가운데 대청을 중심으로 오른쪽에는 1칸의 온돌방을, 왼쪽에는 2칸의 온돌방을 배치하였다.
관수정은 주위 자연환경과 잘 조화되고 건물 각부의 비례구성이 단정하고 안정감을 느끼게 하며 원형을 잘 보존하여 조선후기 정자건축의 흐름을 잘 표현하는 중요한 가치가 있다.

## 참고 문헌
- 관수정 - 국가유산청 국가유산포털